# 12th Seiyu Awards
Die 12th Seiyu Awards wurden am 3. März 2018 in der JOQR Media Plus Hall in Minato, Tokio veranstaltet. Die Gewinner des Merit Awards, des Kei Tomiyama Award und des Kazue Takahashi Award wurden am 16. Februar 2018 bekanntgegeben. Die restlichen Gewinner wurden am Tag der Preisverleihung bekanntgegeben.
| Gewinner                                 | Agentur                                                                                          | Sprechrolle                | Arbeiten (Medienformat)                                       |
| ---------------------------------------- | ------------------------------------------------------------------------------------------------ | -------------------------- | ------------------------------------------------------------- |
| Bester Schauspieler in einer Hauptrolle  |                                                                                                  |                            |                                                               |
| Toshiyuki Toyonaga                       | Super Eccentric Theater                                                                          | Yuri Katsuki               | Anime TV-Serie Yuri on Ice                                    |
| Toshiyuki Toyonaga                       | Super Eccentric Theater                                                                          | Sora Ohara                 | Anime TV-Serie Tsukipro The Animation                         |
| Beste Schauspielerin in einer Hauptrolle |                                                                                                  |                            |                                                               |
| Tomoyo Kurosawa                          | Mausu Promotion                                                                                  | Phosphophyllite            | Anime TV-Serie Das Land der Juwelen                           |
| Tomoyo Kurosawa                          | Mausu Promotion                                                                                  | Kumiko Oumae               | Anime Film Sound! Euphonium: Todoketai Melody                 |
| Beste Schauspieler in Nebenrollen        |                                                                                                  |                            |                                                               |
| Junichi Suwabe                           | Haikyō                                                                                           | Viktor Nikiforov           | Anime TV-Serie Yuri on Ice                                    |
| Junichi Suwabe                           | Haikyō                                                                                           | Archer                     | Anime Film Fate/stay night: Heaven's Feel I. presage flower   |
| Beste Schauspielerinnen in Nebenrollen   |                                                                                                  |                            |                                                               |
| Saori Ōnishi                             | I’m Enterprise                                                                                   | Eriri Spencer Sawamura     | Anime TV-Serie Saekano: How to Raise a Boring Girlfriend Flat |
| Saori Ōnishi                             | I’m Enterprise                                                                                   | Hisako Arato               | Anime TV-Serie Food Wars! Shokugeki no Soma The Third Plate   |
| Ayane Sakura                             | I’m Enterprise                                                                                   | Shizuku Hanaoka            | Anime TV-Serie Welcome to the Ballroom                        |
| Ayane Sakura                             | I’m Enterprise                                                                                   | La Pucelle / Souta Kishibe | Anime TV-Serie Magical Girl Raising Project                   |
| Beste neue Schauspieler                  |                                                                                                  |                            |                                                               |
| Kōtarō Nishiyama                         | 81 Produce                                                                                       | Eichi Horimiya             | Anime TV-Serie TsukiPro The Animation                         |
| Shun Horie                               | Pro-Fit                                                                                          | Tsugiyoshi Sumino          | Anime TV-Serie Juni Taisen: Zodiac War                        |
| Taku Yashiro                             | VIMS                                                                                             | Naoto Azuma                | Anime TV-Serie Tiger Mask W                                   |
| Beste neue Schauspielerinnen             |                                                                                                  |                            |                                                               |
| Ayaka Nanase                             | Axl-One                                                                                          | Yoshino Koharu             | Anime TV-Serie Sakura Quest                                   |
| Yui Fukuo                                | 81 Produce                                                                                       | Linze Silhoueska           | Anime TV-Serie In Another World With My Smartphone            |
| Auszeichnung für den besten Gesang       |                                                                                                  |                            |                                                               |
| Gewinner                                 | Mitglieder                                                                                       | Agentur                    | Agentur                                                       |
| Dōbutsu Biscuits x PPP                   | Saki Ono Yuka Ozaki Kana Motomiya Aina Aiba Ikuko Chikuta Mikoi Sakaki Ruka Nemoto Kyouka Tamura |                            |                                                               |
| Persönlichkeitspreis                     |                                                                                                  |                            |                                                               |
| Gewinner                                 | Agentur                                                                                          | Radioprogramm              | Sender                                                        |
| Ayane Sakura Saori Ōnishi                | I’m Enterprise                                                                                   | Sakura Toshitai Ōnishi     | JOQR                                                          |

| Merit Award                    |                    |                          |                          |
| Gewinner                       | Gewinner           | Agentur                  | Agentur                  |
| Hiroshi Masuoka                | Hiroshi Masuoka    | Haikyō                   | Haikyō                   |
| Tomie Kataoka                  | Tomie Kataoka      | Seinenza Theater Company | Seinenza Theater Company |
| Kei Tomiyama Memorial Award    |                    |                          |                          |
| Gewinner                       | Gewinner           | Agentur                  | Agentur                  |
| Chō                            | Chō                | Haikyō                   | Haikyō                   |
| Kazue Takahashi Memorial Award |                    |                          |                          |
| Gewinner                       | Gewinner           | Agentur                  | Agentur                  |
| Miina Tominaga                 | Miina Tominaga     | Haikyō                   | Haikyō                   |
| Synergy Award                  |                    |                          |                          |
| Gewinner                       |                    |                          |                          |
| Despicable Me 3                |                    |                          |                          |
| Besondere Auszeichnung         |                    |                          |                          |
| Gewinner                       | Gewinner           | Agentur                  | Agentur                  |
| Takayuki Matsutani             | Takayuki Matsutani | Tezuka Productions       | Tezuka Productions       |